# Ginta (Rosja)
Ginta (ros. Гинта) – wieś w Rosji, w Dagestanie, w rejonie akuszyńskim. W 2010 liczyła 1535 mieszkańców, głównie Dargijczyków.